# Международный пассивно-активный стыковочный механизм
Международный пассивно-активный стыковочный механизм (англ. International Berthing and Docking Mechanism, сокр. IBDM) — Европейская андрогинная стыковочная система слабого столкновения, которая позволяет стыковаться в активном и пассивном режимах большим и малым космических аппаратам. Разработка ведётся по контракту ЕКА с компанией QinetiQ Space, выступающей в качестве генерального подрядчика.

## История
Разработка IBDM начиналась в соответствии с программой разработок Космического центра имени Линдона Джонсона. Первый вариант предназначался для Спасательного корабля МКС. Было принято решение о разработке экспериментального образца, чтобы продемонстрировать возможности системы и связанных с ними технологий. Космический центр имени Линдона Джонсона был ответственным за разработку системы и бортовое оборудование, а ЕКА создавало механическую часть проекта. Однако, после отмены американской программы создания Спасательного корабля МКС, эти два учреждения независимо разрабатывали, каждый - свой вариант стыковочной системы.
Международный пассивно-активный стыковочный механизм соответствует требованиям Международного стандарта стыковочной системы (МССС) и, следовательно, совместим с Международными стыковочными адаптерами (IDA) на американском сегменте МКС.
Европейское космическое агентство в настоящее время начало вместе с Sierra Nevada Corporation разработать систему стыковки нового корабля с МКС в будущем. А НАСА собиралось определить коммерческих подрядчиков (и помощников в разработке стыковочного механизма) для снабжения Международной космической станции в сентябре 2015 года.

## Описание
Международный активно-пассивный стыковочный механизм позволяет проводить стыковки космических аппаратов как в активном режиме, так и в пассивном, выполняя роль причала. Стыковочный механизм состоит из Системы мягкого захвата, а также из прижимной и запорной системы под названием Система жёсткого захвата. Авионика системы имеет горячее резервирование.

### Система мягкого захвата
Система мягкого захвата может контролировать начало стыковки с помощью 6 кронштейнов с сервоприводом от разработчика RUAG Space (Швейцария). Через кронштейны контролируется  положение стыковочного кольца в 6 степенях свободы. Это облегчает процесс выравнивания платформы во время захвата. При этом вся система может обеспечивать стыковку аппаратов с очень большим весом. Механические защелки при этом удерживают мягкий захват.

### Система жёсткого захвата
Система жёсткого захвата использует специальные механические крюки, чтобы создать герметичный стык. Компания QinetiQ Space разработала несколько версий замков и крючков, прежде чем пришла к окончательной конструкции. Испанская компания Sener Aeronáutica будет отвечать за дальнейшее развитие и качество других подсистем этого жёсткого захвата.

## Применение

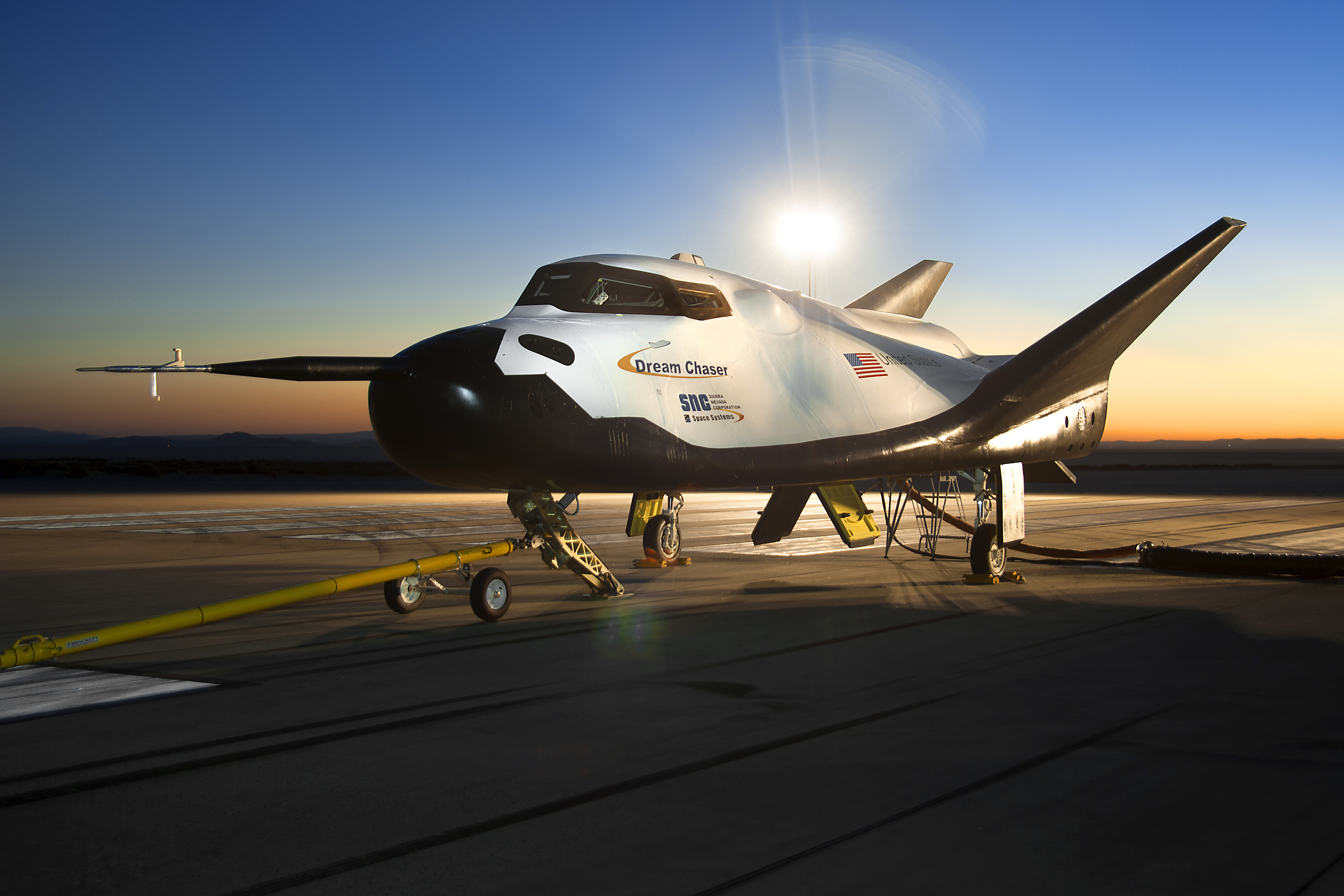
Dream Chaser

Американская компания Sierra Nevada Corporation разрабатывает космический корабль Dream Chaser. Он представляет собой небольшой многоразовый космический корабль, который выбран для перевозки груза и/или экипажа на МКС. Европейское космическое агентство передало Sierra Nevada Corporation необходимые данные для создания стыковочного узла нового корабля. Этот узел будет установлен на негерметичный грузовой модуль, который будет отсоединён перед возвращением самого корабля на Землю.

## Состояние
Международный пассивно-активный стыковочный механизм успешно прошел предварительный анализ в декабре 2015 года. Прототип механизма и его управляющего бортового оборудования был создан в марте 2016 года. Работоспособность системы была проверена на испытательной установке в Космическом центре имени Линдона Джонсона. Соглашение об изготовлении модуля было подписано с ЕКА в апреле 2016 года.